# Тавдинское сельское поселение
Тавдинское се́льское поселе́ние — муниципальное образование в Нижнетавдинском районе Тюменской области Российской Федерации.
Административный центр — село Конченбург.

## Население
| 2010 | 2011 | 2012 | 2013 | 2014 | 2015 | 2016 |
| ---- | ---- | ---- | ---- | ---- | ---- | ---- |
| 764  | ↗765 | ↘745 | ↗746 | ↘723 | ↗736 | ↘727 |
| 2017 | 2018 | 2019 | 2020 | 2021 |      |      |
| ↘720 | ↘699 | ↘683 | ↘657 | ↗797 |      |      |

## Состав сельского поселения
| № | Населённый пункт | Тип населённого пункта       | Население |
| - | ---------------- | ---------------------------- | --------- |
| 1 | Картымский       | посёлок                      | 303       |
| 2 | Конченбург       | село, административный центр | 189       |
| 3 | Петрунькино      | село                         | 90        |
| 4 | Сартово          | село                         | 182       |

### Упразднённые населённые пункты
- Рысева (деревня) - деревня упразднена (Закон Тюменской области от 7 октября 2009 года № 55)